# Загоруйківка
Загоруйківка — колишнє селище в Україні, підпорядковувалося Ягідненській сільській раді Куп'янського району Харківської області.
1987 року зняте з обліку.
Загоруйківка знаходилася за 2 км від Тимківки та за 4 км — від Іванівки.

## Принагідно
- Перелік актів, за якими проведені зміни в адміністративно-територіальному устрої України
- Вікімапія